# Spišská Nová Ves
Spišská Nová Ves (in ungherese Igló, in tedesco (Zipser) Neu(en)dorf) è una città della Slovacchia, capoluogo del distretto omonimo, nella regione di Košice. La città si trova a sud-est della catena montuosa costituita dagli Alti Tatra nella regione di Spiš, e si trova su entrambe le sponde del fiume Hornád. È la più grande città del distretto di Spišská Nová Ves.
Le attrazioni turistiche nelle vicinanze includono la città medievale di Levoča, il Castello di Spiš e il Paradiso Slovacco parco nazionale. Si tiene in questa città un festival di musica biennale, chiamato Divertimento musicale, a cui possono partecipare gruppi musicali amatoriali provenienti da tutta la Slovacchia.